# Klassevreemd
De term klassevreemd heeft betrekking op een kentaxon dat niet thuishoort in de klasse (de hoogste syntaxonomische rang) waartoe de rest van de plantengemeenschap behoort. De bewuste soort wordt dus nooit aangetroffen in de oorspronkelijke ongestoorde plantengemeenschap en is van buitenaf aangevoerd. Het begrip wordt gebruikt bij het onderscheiden van onvolledige ontwikkelde plantengemeenschappen.
Als in een bepaalde plantengemeenschap geen kensoorten van het niveau associatie aanwezig zijn en er dominante klassevreemde kensoorten voorkomen, spreekt men van een derivaatgemeenschap. Zijn er daarentegen enkel klasse-eigen kensoorten aanwezig, dan spreekt men van rompgemeenschap.
Typische voorbeelden van klassevreemde kensoorten zijn de vele exoten die inheemse plantengemeenschappen overwoekeren en de inheemse kensoorten verdrijven, zoals de Amerikaanse vogelkers de dominante soort geworden is in droge bossen op voedselarme grond.